# Giuda (patriarca)

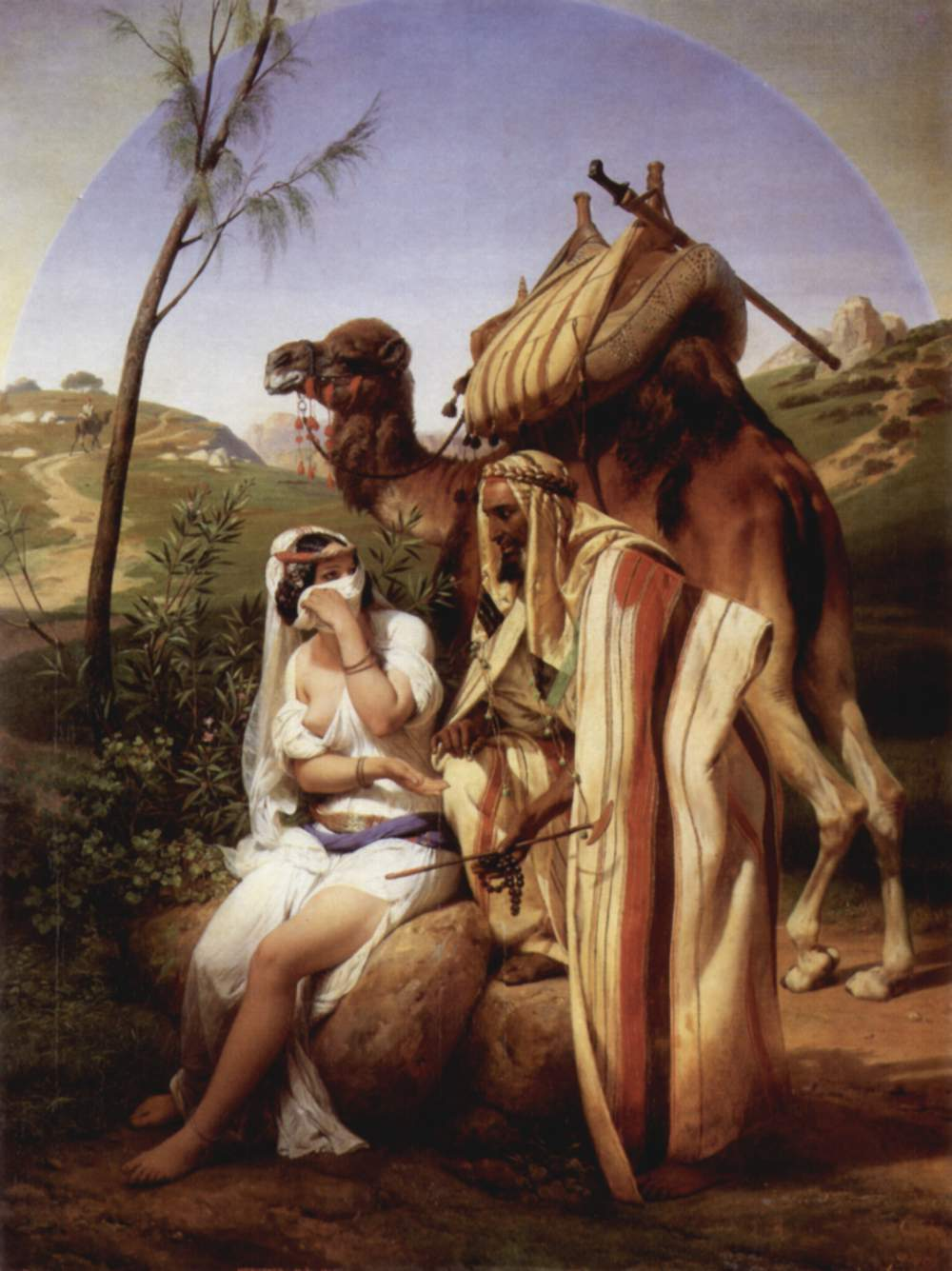
L'incontro di Giuda e Tamar in un dipinto di Emile Jean Horace Vernet

Giuda è un personaggio biblico, il quarto figlio di Giacobbe, uno dei Padri dell'Ebraismo ed eroe eponimo del popolo di Israele.

## Il racconto biblico
Lia, sua madre, quando partorì disse (Gn 29,35): "Questa volta loderò il Signore", e lo chiamò "Giuda", cioè lodato.
Adulto, Giuda ebbe molti figli. Giuda prese Tamar come moglie per suo figlio Er, ma questi si rese odioso al Signore e venne fatto morire. Secondo la legge del levirato Tamar avrebbe dovuto unirsi al cognato, i figli nel caso avuti sarebbero stati considerati discendenza di Er.
Così fu: Tamar si unì ad Onan ma questi, ogni volta che si univa alla moglie del fratello, disperdeva il suo seme a terra. Onan venne fatto morire da JHWH per via delle sue azioni. Giuda quindi, temendo per la vita del suo terzo figlio, Sela, mandò Tamar dai consuoceri promettendo di richiamarla quando Sela avesse raggiunto l'età adulta.
Quando venne il momento e Giuda non chiamò Tamar, questa decise di agire per ottenere la discendenza che era sua di diritto. Si travestì da prostituta e si unì con Giuda, che non la riconobbe. Tamar si fece dare in pegno del pagamento il bastone e il cordone di Giuda ma, quando Giuda cercò di pagare e recuperare il pegno, non trovò nessuna prostituta. Tamar rimase incinta di due gemelli, Perez e Zerach. Giuda, quando ebbe notizia che la nuora era incinta e che si era prostituita, all'inizio voleva condannarla al rogo ma, quando gli vennero presentati il bastone e il bordone, dovette ammettere che ella è più giusta di me.
Giuda ebbe un ruolo anche nella storia di Giuseppe, il penultimo fratello (Giacobbe ebbe infatti dodici figli). Invidiosi del fatto che Giuseppe fosse l'ultimo ma il più amato di tutti i figli di Israele, i suoi fratelli vollero ucciderlo. Ruben, il primogenito, si oppose consigliando di chiuderlo in un pozzo. Giuda invece, opponendosi anche lui al fratricidio, consigliò di venderlo a dei mercanti come schiavo, e così fu.
Nonostante questi peccati, in punto di morte Giacobbe, benedicendo tutti i suoi figli, diede a Giuda (e a Giuseppe) l'augurio migliore (vedi citazione Gn 49,8-12 sulle speranze messianiche).